# 芦屋カメラクラブ
芦屋カメラクラブ（あしやカメラクラブ）は、中山岩太を中心に結成された、写真家による団体。

## 概要
戦前の1930年に結成された。主要なメンバーは、中山岩太、ハナヤ勘兵衛（桑田和雄）、松原重三、高麗清治（高清、田中一、小松三郎、佐伯良）、紅谷吉之助、山川健一郎、橋本好文（橋本恭典）、三浦義次、中岡健治、花和銀吾たちだったなど。クラブは1942年まで存続した。
中山が渡米・渡欧後に日本に帰国したのは1927年であるから、その後の3年の間に芦屋市内やその近辺でメンバーを探して結成にこぎつけたことになる。
中山と同様に、メンバーの作品は、新興写真を代表するような作品であり、フォトグラム、フォトモンタージュ等の技巧を好み、他にも、多重露光や、クローズアップなども多用し、シュルレアリスム的、前衛的な作品がほとんどである。
中山が雑誌「光画」の同人であったことから、同誌にも、メンバーの作品が多く掲載されている。
なお、第二次世界大戦後も、中山、ハナヤらは写真撮影を継続し、現在では　芦屋市にある株式会社ハナヤ勘兵衛に拠点を置き、当時のメンバーと共に新たなメンバーを迎え、年２回の写真展等開催など継続的活動を行っている。2020年で90周年を迎える日本を代表する老舗な写真クラブとなる。

## 展覧会
- 芦屋カメラクラブ　1930-1942／芦屋市立美術博物館／1998年

同展の展覧会カタログは、本クラブに関する重要な文献（まとまったものでは、ほぼ唯一の文献）となっている。

## 光画文献
雑誌「光画」関連の文献において、芦屋カメラクラブのメンバーの作品を見ることができる。
- 写真に帰れ―「光画」の時代（飯沢耕太郎、平凡社、1988年）
- 光画傑作集（日本写真史の至宝）（飯沢耕太郎・金子隆一・編、国書刊行会、2005年）
- 創立90周年記念写真集　2020（編集・発行　芦屋カメラクラブ事務局　永田徹、2020年）